# Christo Chinkow
Christo Chinkow (bułg. Христо Хинков; ur. 25 marca 1953 w Sofii) – bułgarski lekarz psychiatra i naukowiec, profesor, w latach 2023–2024 minister zdrowia.

## Życiorys
W 1980 ukończył studia medyczne, specjalizował się w zakresie psychiatrii. Podjął praktykę w zawodzie lekarza w Botewgradzie, później zatrudniony m.in. w szpitalu psychiatrycznym w miejscowości Nowi Iskyr oraz w instytucie pomocy doraźnej. W 1990 brał udział w reaktywowaniu Bułgarskiego Związku Lekarskiego. W 1997 został dyrektorem departamentu projektów w ministerstwie zdrowia, a w 1999 wicedyrektorem ds. szkoleń i kadr w NZOK, państwowym funduszu ubezpieczeń zdrowotnych. W 2001 przeszedł do narodowego centrum zdrowia publicznego i analiz NCOZA, w którym obronił rozprawę doktorską. W 2014 został dyrektorem tej instytucji, którą kierował do 2022. Objął w niej również stanowisko profesora. Autor publikacji z zakresu zdrowia publicznego oraz zdrowia psychicznego.
W czerwcu 2023 powołany na urząd ministra zdrowia w rządzie Nikołaja Denkowa. Stanowisko to zajmował do kwietnia 2024.